# Bernard di Quintavalle

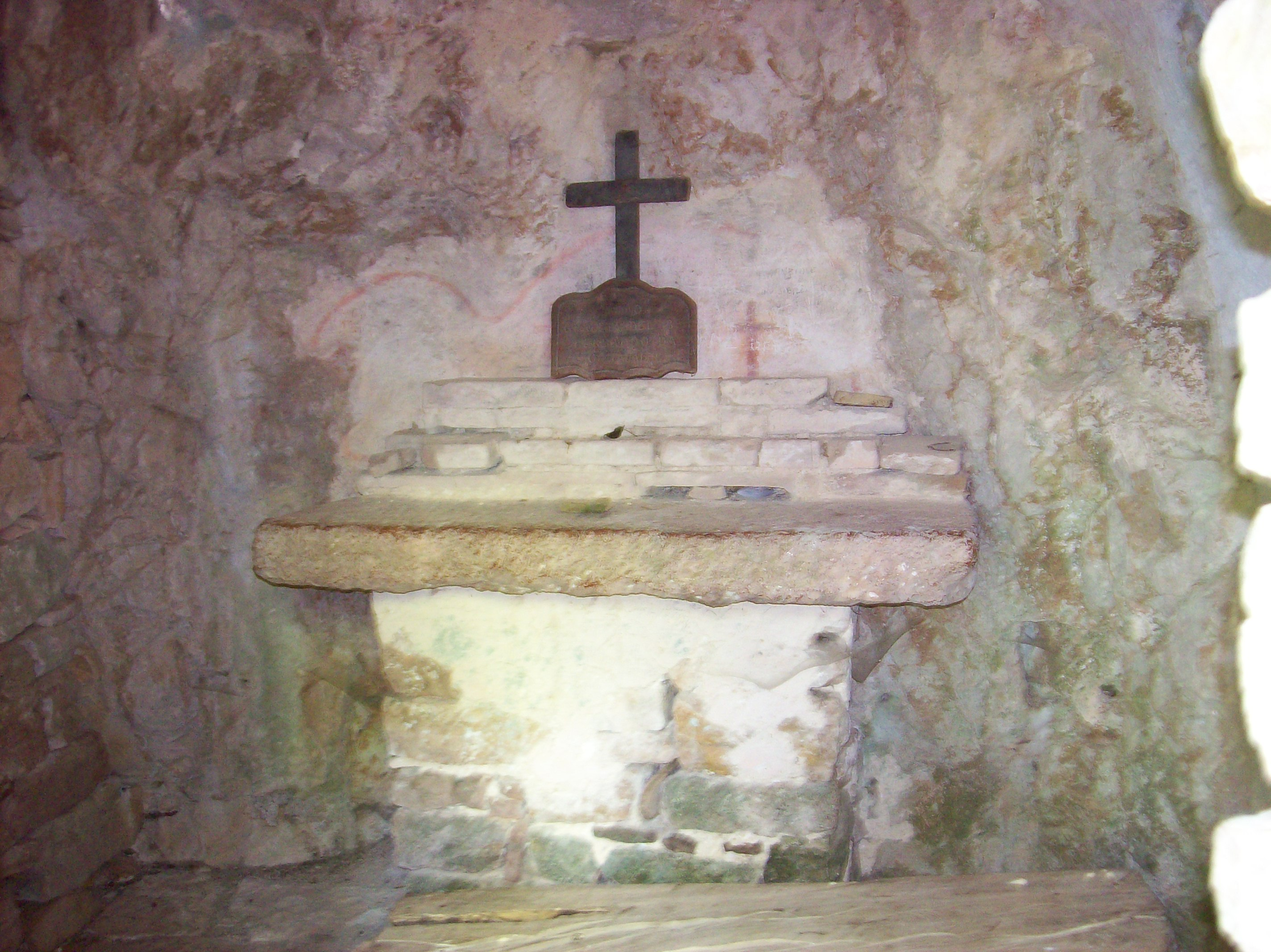
Gruta de Bernard di Quintavalle

El Beat Bernard di Quintavalle (1180, Assís - 1241, ídem) fou un religiós franciscà italià, i fou el primer deixeble de Sant Francesc d'Assís. De família acabalada, Bernard estudià a la Universitat de Bolonya, d'on rebé el seu doctorat utriusque iuris, a més així com Sant Francesc, fou un dels cavallers que participaren en les Croades. Aquest ric comerciant convidà diversos cops Sant Francesc a casa seva per observar-lo. Finalment, decidí seguir-lo, deixant-ho tot pel seguiment de l'Evangeli. Vengué totes les seves pertinences per lliurar-les als pobres.
Bernard fou un home sempre fidel a l'ideal de Francesc; la qual cosa li comportà problemes, car després de la mort del sant, fou marginat de l'orde i no se'l prengué en compte. En morir a Assís el 1241, fou enterrat juntament al sant a la Basílica d'Assís.